# 6472 Розема
6472 Розема (6472 Rosema) — астероїд головного поясу, відкритий 15 жовтня 1985 року.
Тіссеранів параметр щодо Юпітера — 3,191.